# 호세바 살두아
호세바 살두아 벵고에체아(스페인어: Joseba Zaldúa Bengoetxea, 바스크 지방 산 세바스티안 ~)는 스페인의 프로 축구 선수로, 현재 카디스 CF에서 우측 수비수로 활약하고 있다.

## 클럽 경력
기푸스코아 주 산 세바스티안 출신인 살두아는 인근 레알 소시에다드의 유소년부에서 축구를 시작하였다. 그는 2군 소속으로 성인 무대 신고식을 치렀는데, 소속 구단의 일원으로 세군다 디비시온 B의 몇 경기에 출전하였다.
2013년 11월 23일, 살두아는 4-3으로 이긴 셀타 비고와의 안방 경기에서 하비에르 로스와 교체되어 80분을 소화하면서 1군 첫 공식 경기에 출전하였다. 약 한 달 후, 그는 바스크 연고 구단과 2016년까지 계약을 맺었다.
2014년 5월 20일, 살두아는 2018년까지 하양-파랑 군단과 재계약을 하였고, 정식적으로 1군 일원으로 승격되었다.
2017년 7월 4일, 그는 또다른 1부 리그 구단 레가네스로 1년 임대되었다.